# Zmečkaninski sindrom
Zmečkaninski sindrom (angl. crush syndrome) je klinična slika, ki je posledica zmečkanja tkiva, posebej velikih mišic, in se kaže s šokom, z obsežnim edemom, oligurijo in drugimi znaki odpovedi ledvic.

## Vzroki
Ujme, vojne in teroristični napadi lahko terjajo naenkrat veliko število poškodb, ki povzročijo zmečkaninski sindrom. Posamezni primeri pa se pojavljajo zaradi poškodb pri nesrečah ali pa tudi zaradi daljšega časa nezavesti po intoksikaciji, anesteziji, poškodbi ali možganski kapi.

## Patofiziologija
Do zmečkaninskega sindroma pride zaradi zmečkanja mišice, pri čemer so poškodovani miociti (mišične celice) in se iz njih sprostijo v krvni obtok znotrajcelične sestavine, kar se imenuje rabdomioliza. Ena poglavitnih sestavin, ki se na ta način sprosti, je mioglobin, sorodna beljakovina hemoglobinu, ki prenaša kisik. Mioglobin se filtrira skozi ledvične glomerule v ledvične cevke, kjer povzroči obstrukcijo in ovira delovanje ledvic. Tudi druge znotrajcelične sestavine, ki se sprostijo v obtok (protoni, fosfati, kalij, nukleotidi ...) imajo pomembno vlogo v patofiziologiji zmečkaninskega sindroma.

## Prognoza in zdravljenje
Če bolezen ostane neprepoznana in nezdravljena, je smrtnost visoka. Četudi je zdravljenje zgodnje in se sistemski učinki bolezni minimizirajo, pogosto pride do smrti zaradi same poškodbe okončine.
Glavni cilj je prekinitev patofizioloških procesov, ki vodijo do akutne ledvične odpovedi. Hipovolemija, ki preti zaradi uhajanja velikih količin plazme in natrija v poškodovani zmečkano mišičnino, se prepreči z obilnim dajanjem intravenske tekočine. Za ohranjanje normalne plazemske prostornine v organizmu je treba dnevno aplicirati tudi 10 litrov ali več tekočine. V primeru, da pride do ledvične odpovedi, je lahko potrebna dializa. Indikacije zanjo so visoke ravni sečnine v krvi, hiperkaliemija in acidoza.